# Waterschap Herfte
Het waterschap Herfte bij de Overijsselse stad Zwolle bestond van 1925 tot 1962.
Herfte heeft een zeer bewogen strijd gevoerd met het water – of beter gezegd: met het waterschap. Dit resulteerde in een rebelse actie waarbij bewoners eigenhandig sloten en weteringen groeven, en zelfs een eigen gemaal bouwden. Die strijdlust leeft voort in de gevelsteen van het gemaalhuisje, dat tot op de dag van vandaag nog altijd in werking is.
In het jaar negentienhonderddertig min een
werd gelegd de eerste steen
nadat veel tegenstand was overwonnen
is met den bouw van dit gemaal begonnen
in een gebied 8000 bunder groot
kwam zoo een eind aan den watersnood
Salus Populi Suprema Lex Esto.

## Tijdslijn waterschap[4]
- 1925: Landeigenaren in Zwollerkerspel komen samen om wateroverlast aan te pakken. Besluiten tot oprichting van een waterschap Herfte en de bouw van een mogelijk gemaal.
- 1927: Samenvoeging met waterschap Zalné.
- 1929: Officiële opening van het gemaal door Commissaris der Koningin, de heer Alexander Eppo baron van Voorst tot Voorst.[6]
- 1930: Verkiezing van het definitieve bestuur van het waterschap. Echter, het nieuwe bestuur weigert de verplichtingen van het voorlopige bestuur na te komen.[7]
- 1936: Na geschillen en bemiddeling begint het waterschap effectief te functioneren. Het gemaal wordt in 1937 opnieuw in gebruik genomen en waterleidingen worden schoongemaakt.[8]
- 1947: Plannen om de activiteiten te hervatten worden opgeschort vanwege bezwaren over kosten.
- 1957: Nederlandse Heide Maatschappij krijgt opdracht om opnieuw plannen voor verbetering op te stellen, maar deze worden als te kostbaar beschouwd.
- 1962: Waterschap Herfte fuseert met vier andere waterschappen tot het waterschap Bezuiden de Vecht.